# Championnats du monde de BMX 2005
Navigation
Édition précédente Édition suivante
Les championnats du monde de BMX 2005, dixième édition des championnats du monde de BMX organisés par l'Union cycliste internationale, ont eu lieu du 30 juillet au 1er août 2005 à Paris (Bercy), en France. Ils sont remportés par l'Américain Bubba Harris chez les hommes et par la Néerlandaise Willy Kanis chez les femmes.

## Podiums
| Épreuves                     | Or                 | Argent         | Bronze                |
| ---------------------------- | ------------------ | -------------- | --------------------- |
| Épreuves masculines          |                    |                |                       |
| Élite hommes                 | Bubba Harris       | Mike Day       | Robert de Wilde       |
| Cruiser élite hommes         | Randy Stumpfhauser | Kelvin Batey   | Bjorn Wynants         |
| Épreuve masculines - juniors |                    |                |                       |
| Junior hommes                | Micael Cesar       | Benoît Leroy   | Edgar Bisseling       |
| Cruiser junior hommes        | Sifiso Nhlapo      | Jérémy Chaffot | Josh Oie              |
| Épreuves féminines           |                    |                |                       |
| Élite femmes                 | Willy Kanis        | Renee Junga    | Laëtitia Le Corguillé |
| Junior femmes                | Nicole Callisto    | Sarah Walker   | Melissa Mankowski     |

## Tableau des médailles
| Rang  | Nation           | Or | Argent | Bronze | Total |
| ----- | ---------------- | -- | ------ | ------ | ----- |
| 1     | États-Unis       | 2  | 1      | 1      | 4     |
| 2     | Australie        | 1  | 1      | 1      | 3     |
| 3     | Pays-Bas         | 1  | 0      | 2      | 3     |
| 4     | Portugal         | 1  | 0      | 0      | 1     |
|       | Afrique du Sud   | 1  | 0      | 0      | 1     |
| 6     | France           | 0  | 2      | 1      | 3     |
| 7     | Royaume-Uni      | 0  | 1      | 0      | 1     |
|       | Nouvelle-Zélande | 0  | 1      | 0      | 1     |
| 9     | Belgique         | 0  | 0      | 1      | 1     |
| Total | Total            | 6  | 6      | 6      | 18    |